# Andrea Bormida
Andrea Bormida (Casale Monferrato, 8 dicembre 1967) è un fumettista italiano.

## Biografia
Dopo aver vissuto nei Paesi Bassi, vive ormai da molti anni a Stresa.
Laureatosi in architettura, nel 1992 inizia a produrre le prime tavole per la fanzine amatoriale Pucianiga.
Nel 1995 esordisce professionalmente disegnando alcuni numeri di Videomax nelle versioni striscia e comic book.
Due anni dopo, approda alla Sergio Bonelli Editore nello staff di disegnatori di Legs Weaver, dove esordisce sul numero 23 dell'ottobre 1997, scritto da Stefano Piani ed intitolato Inserzione mortale. Per Legs disegna altri tre numeri della serie regolare e poi approda su Agenzia Alfa, dove pubblica due storie rispettivamente sui numeri 6 (luglio 2000) e 9 (giugno 2002). Successivamente passa nel team di disegnatori di Nathan Never, testata per cui lavora attualmente. Il suo primo lavoro per l'Agente Alfa è City gangs, episodio scritto da Alberto Ostini e pubblicato nell'agosto 2005 sul numero 170.
Da qualche anno lavora a una graphic novel dal titolo Kal, di cui è anche autore della storia.

### Legs Weaver
- Stefano Piani (testi), Andrea Bormida (disegni); Inserzione mortale, in Legs Weaver n. 23, Sergio Bonelli Editore, ottobre 1997.
- Stefano Piani (testi), Andrea Bormida (disegni); Le amazzoni, in Legs Weaver n. 46, Sergio Bonelli Editore, settembre 1999.
- Stefano Piani (testi), Andrea Bormida (disegni); Deserto di sangue, in Legs Weaver n. 47, Sergio Bonelli Editore, ottobre 1999.
- Stefano Piani (testi), Andrea Bormida (disegni); L'uccisore di draghi, in Legs Weaver n. 68, Sergio Bonelli Editore, luglio 2001.

### Nathan Never
- Antonio Serra (testi), Andrea Bormida (disegni); Il volto del nemico, in Nathan Never Agenzia Alfa n. 6, Sergio Bonelli Editore, luglio 2000.
- Angelica Tintori (testi), Andrea Bormida (disegni); Delitto e castigo, in Nathan Never Agenzia Alfa n. 9, Sergio Bonelli Editore, giugno 2002.
- Alberto Ostini (testi), Andrea Bormida (disegni); City gangs, in Nathan Never n. 170, Sergio Bonelli Editore, agosto 2005.
- Alberto Ostini (testi), Andrea Bormida (disegni); I Tecnopati, in Nathan Never n. 171, Sergio Bonelli Editore, settembre 2005.
- Stefano Vietti (testi), Andrea Bormida (disegni); Nel nome della giustizia, in Nathan Never n. 176, Sergio Bonelli Editore, febbraio 2006.
- Stefano Vietti (testi), Andrea Bormida (disegni); La macchina nera, in Nathan Never n. 181, Sergio Bonelli Editore, luglio 2006.
- Stefano Vietti (testi), Andrea Bormida (disegni); Le spirali del multiverso, in Nathan Never n. 190, Sergio Bonelli Editore, aprile 2007.
- Stefano Piani (testi), Andrea Bormida (disegni); Doppia minaccia, in Nathan Never Agenzia Alfa n. 18, Sergio Bonelli Editore, luglio 2008.
- Stefano Piani (testi), Andrea Bormida (disegni); Anchor woman, in Nathan Never Agenzia Alfa n. 22, Sergio Bonelli Editore, luglio 2010.